# 한국의 갑주
한국의 갑주는 고대에 한국인, 한국에서 또는 한국을 대표하여 싸운 사람들, 또는 해외에서 싸운 한국인들이 전통적으로 사용했던 갑주이다. 한반도의 갑주 예시는 적어도 삼국 시대까지 거슬러 올라간다. 전술적 상황에 따라 한국의 갑주는 20세기 이전에는 말 갑주와 다른 종류의 초기 방탄 갑주도 포함했다.

## 서론

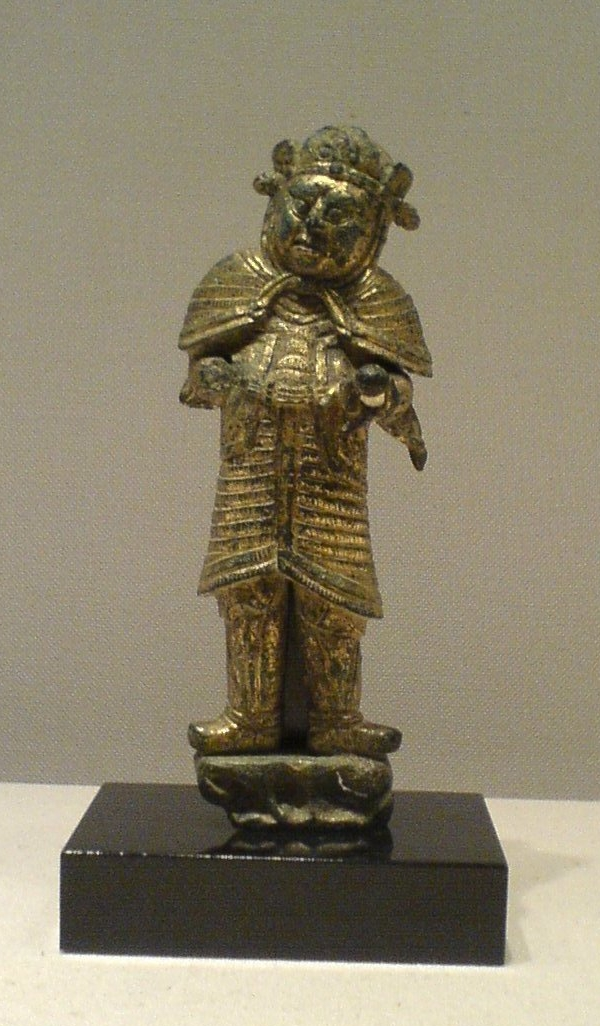
8세기 신라의 찰갑을 입은 천왕

한국의 갑주는 주로 산악 지형으로 인해 야전 전투가 드물거나 매우 위험했기 때문에 투사체로부터 보호하는 데 중점을 두었다. 역사적으로 한국의 국가들은 요새의 방어 또는 공격이 전형적인 전쟁 방식이었다.
가장 초기의 갑주 형태는 청동기 시대에 나타났으며, 주로 동물 가죽, 뼈 또는 나무로 만들어졌을 가능성이 높다. 철제 갑주의 가장 초기 발견은 가야와 고구려에서 나왔고, 뼈 갑주는 백제에서 발견될 수 있었다.
금속 갑주는 끊임없는 전쟁으로 인해 삼국 시대에 비교적 널리 사용되었지만, 한국이 통일되고 일본 해적이나 유목민이 주요 위협이 되면서 그 사용이 감소했다. 10세기에 통일신라가 멸망하고 고려가 들어선 후, 한국의 중북부 지역에서 더 흔한 전쟁 방식과 더 가벼운 갑주의 사용이 확산되었다. 이로 인해 남부 국가들이 주로 사용했던 중갑주는 일반적으로 폐기되었다.
한국에서 철제 판금갑이 사용된 것으로 알려진 가장 오래된 사례는 서기 42년에서 562년 사이에 가야에서 사용되었다. 철제 갑주, 투구와 재갈 같은 철제 말 갑주, 그리고 작은 철괴(종종 화폐로 사용됨)를 포함한 수많은 철제 유물이 김해시의 세계유산인 자유의 마을 고분군에서 발견되었다. 김해(k=金海 김해)는 "철의 바다"를 의미하는데, 도시 이름이 이 지역의 풍부한 철을 상징하는 듯하다. 현존하는 예시는 현재 대한민국 국립김해박물관에 전시되어 있다.
한국의 전쟁은 종종 험준한 지형과 높은 지대에서 복합 활과 나중에는 화약 무기 형태의 화력에 기반을 두었으며, 조선 시대에는 끊임없는 여진족의 습격에 맞서 기병의 우월성이 선호되었다. 훨씬 더 많은 수의 중국 및 일본군과 싸울 때 한국군은 기동성과 원거리 전술을 선호하여 근접 훈련의 강력한 포함에도 불구하고 갑주를 갖춘 부대의 의존을 제한했다.
후기에는 한국의 갑주에 두정갑, 사슬갑옷, 어린갑 형태도 포함되었다. 철과 강철 장비의 비용이 징집된 농민들에게는 너무 높은 경우가 많았기 때문에 투구는 항상 강철로 만들어진 것은 아니었으며, 강화된 가죽 모자도 드물지 않았다.
한국 갑옷의 구성은 위에서 아래로 일반적으로 투구 또는 모자, 어깨 보호대 또는 어깨 및 겨드랑이 보호대가 있는 두꺼운 본갑옷, 다리 보호대(본갑옷의 치마 부분이 보완), 사타구니 보호대, 그리고 팔다리 보호대로 이루어졌다. 무장 측면에서 한국군은 칼이나 창과 방패로 무장한 중보병, 장창병, 궁병, 석궁병, 그리고 기마 궁술이 가능한 다재다능한 중기병을 운용했다. 한국 해전에서는 한국 선박의 상갑판에서 인원을 보호하기 위한 수단으로 크고 두꺼운 나무 방패를 대규모로 배치했다.
조선의 등장 이후, 한국 전투 갑주는 주로 사슬갑옷, 판금 갑옷, 찰갑에서 대부분 두정갑으로 변화했다. 조선 중기에는 지방군이 솜옷을 입었지만, 중앙군은 금속제 갑옷을 착용할 여유가 있었다.

## 삼국 시대
삼국 시대 한국의 갑옷은 크게 두 가지 양식으로 구성되었다: 서쪽의 기마 유목민족과 한족 제국에서 사용되던 것과 유사한 '찰갑' 찰갑과 가야 및 신라에서 발견된 판금갑이다. 찰갑은 주로 청동, 철, 뼈 또는 강화된 가죽으로 구성되었고, 판금은 항상 철, 강철 또는 청동이었다. 삼국 시대 갑옷 중 가장 잘 보존된 것들은 거의 전적으로 가야에서 유래한다. 가야의 갑옷은 고대 판금갑의 가장 좋은 예시로, 같은 시기 지중해 연안의 갑옷들과 견줄 만하다. 이 가야 양식의 판금갑은 세 가지 유형으로 분류된다. 하나는 수직 강철 띠를 연결하여 단일 판을 형성한 것이고, 다른 하나는 수평 막대를 연결한 것이며, 또 다른 하나는 작은 삼각형 강철 조각들을 이어붙인 것이다. 첫 번째 유형은 가야와 신라에서 발견되고, 나머지 두 유형의 대부분의 예시는 가야에 위치하며 일부는 북부 백제에서도 발견되었다. 비슷한 양식은 일본 규슈와 혼슈에서도 발견되었다.
고구려 갑옷은 주로 작은 강철판을 끈으로 엮어 만든 찰갑이었다. 2009년 경북 경주 황오동 쪽샘 지구의 고분에서 처음으로 발견되었다. 북한에서 발견된 고구려 벽화 또한 고구려 갑옷의 모습을 밝혀준다.

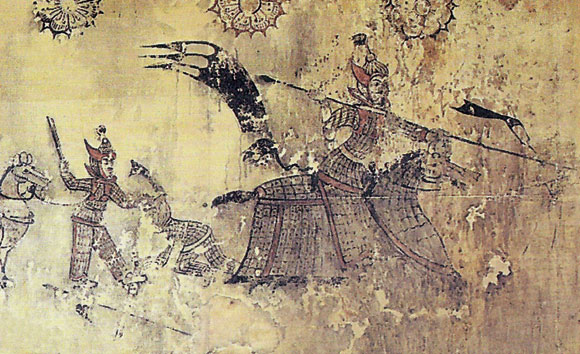
고구려 철갑기병(개마무사)
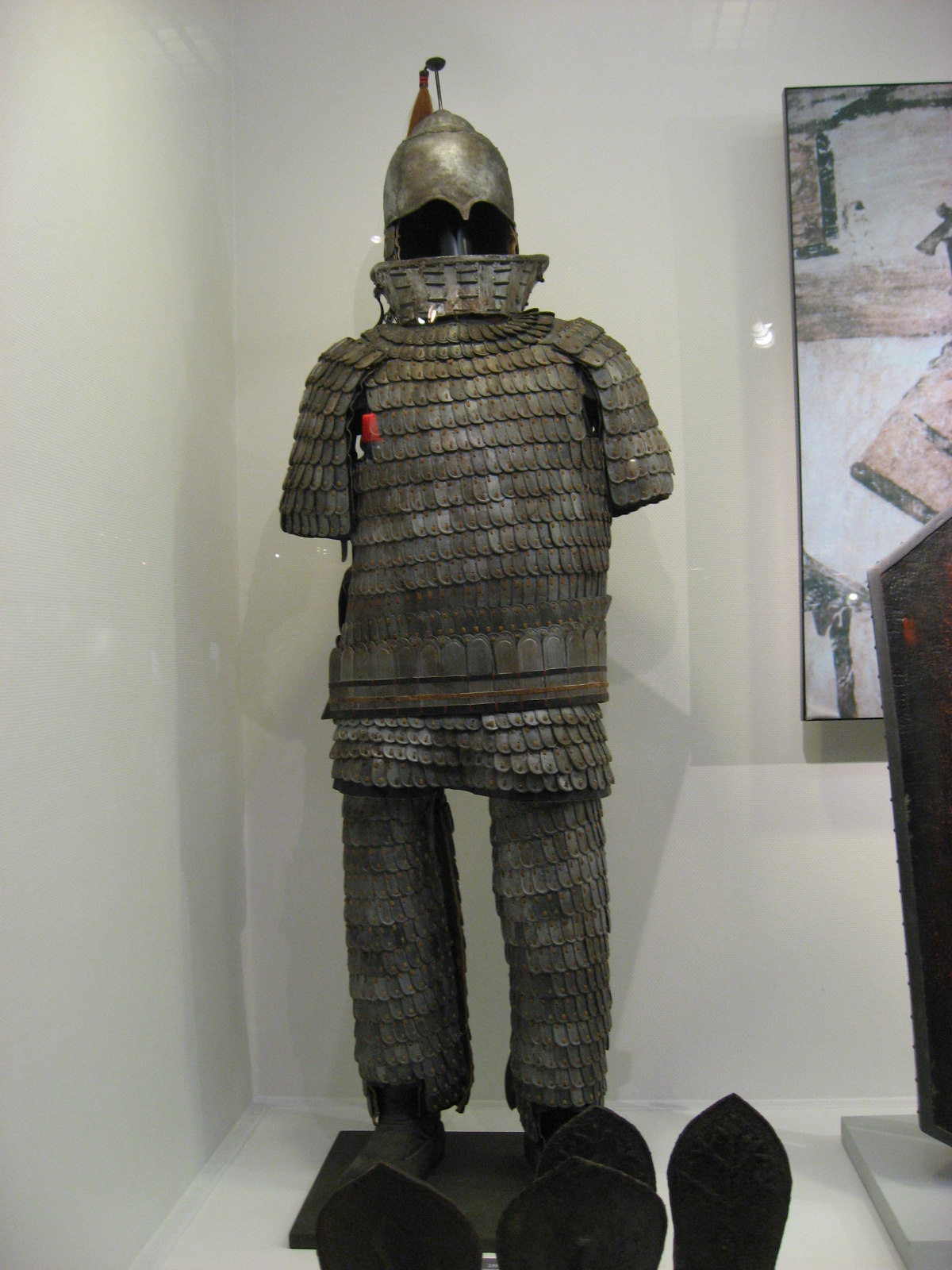
철갑기병이 착용한 고구려 갑옷
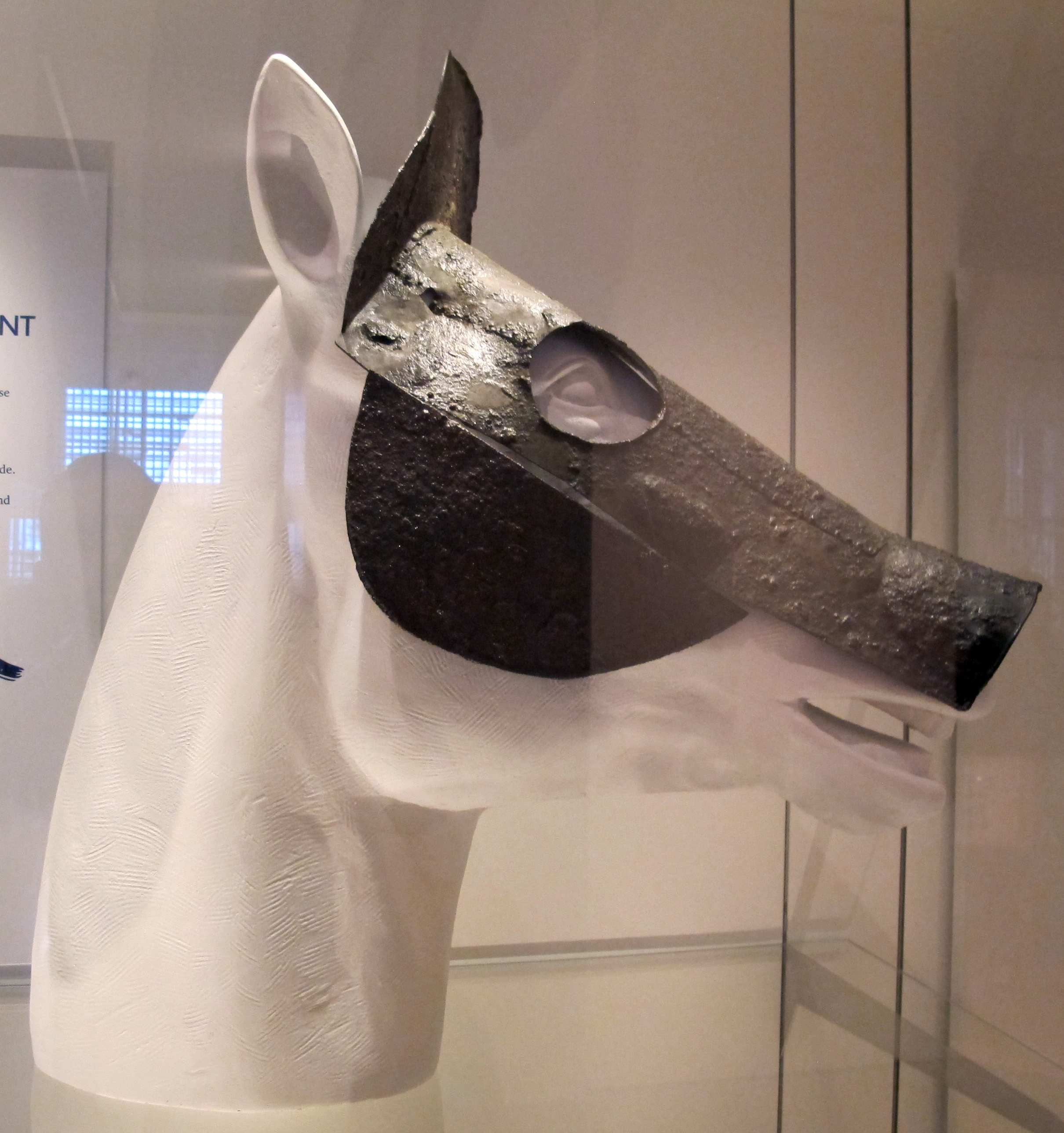
가야 말 갑옷
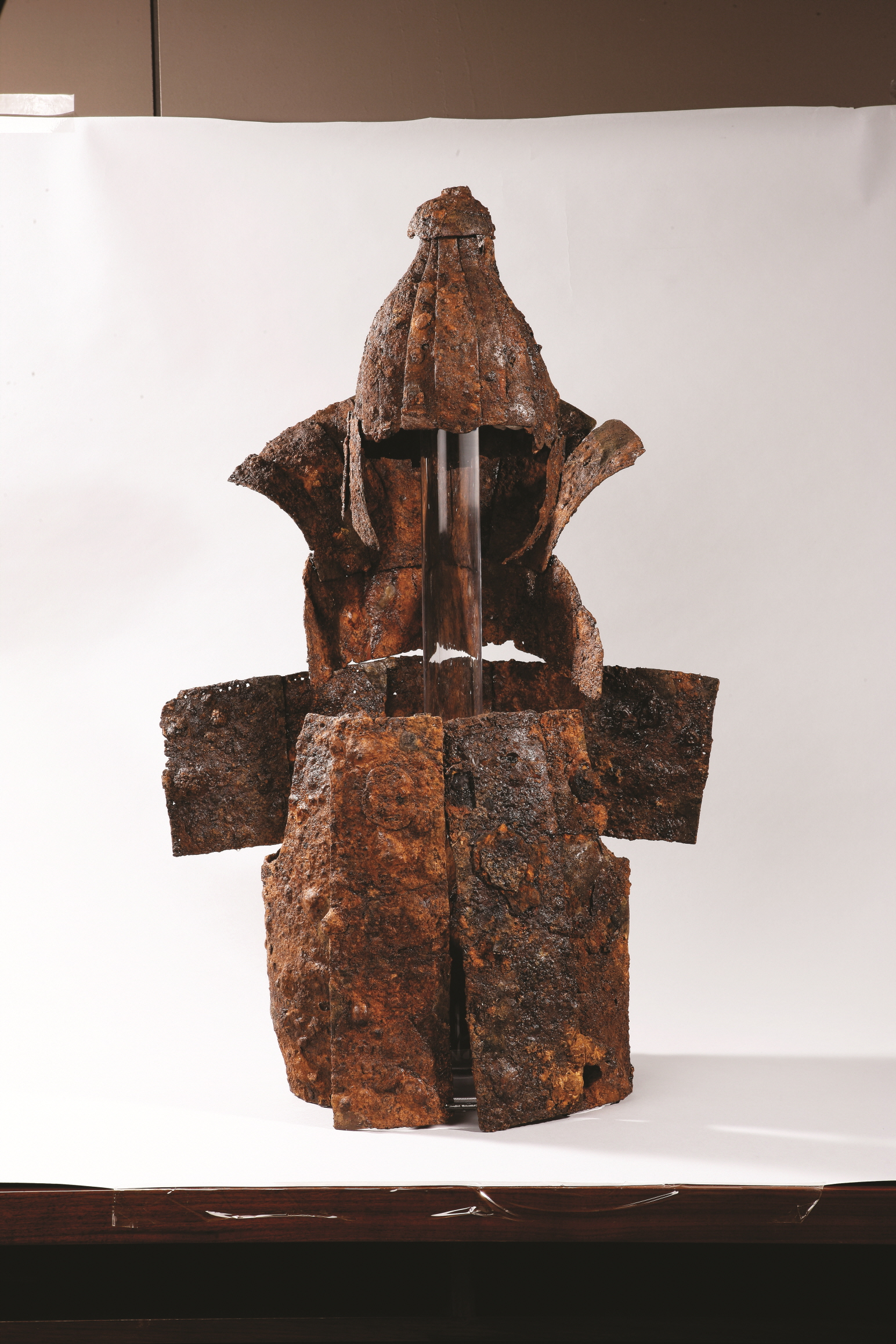
신라 판금갑
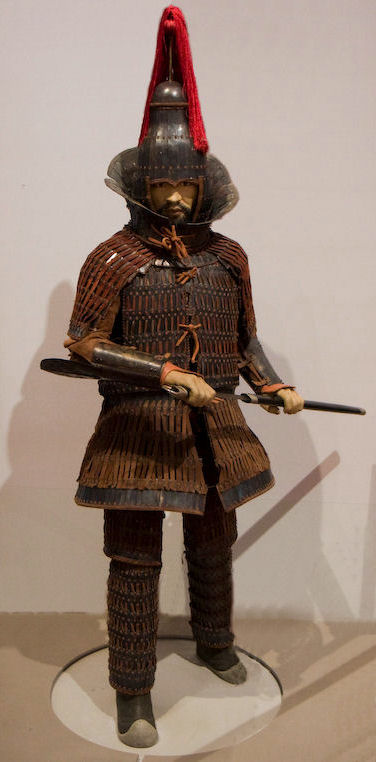
가야 갑옷
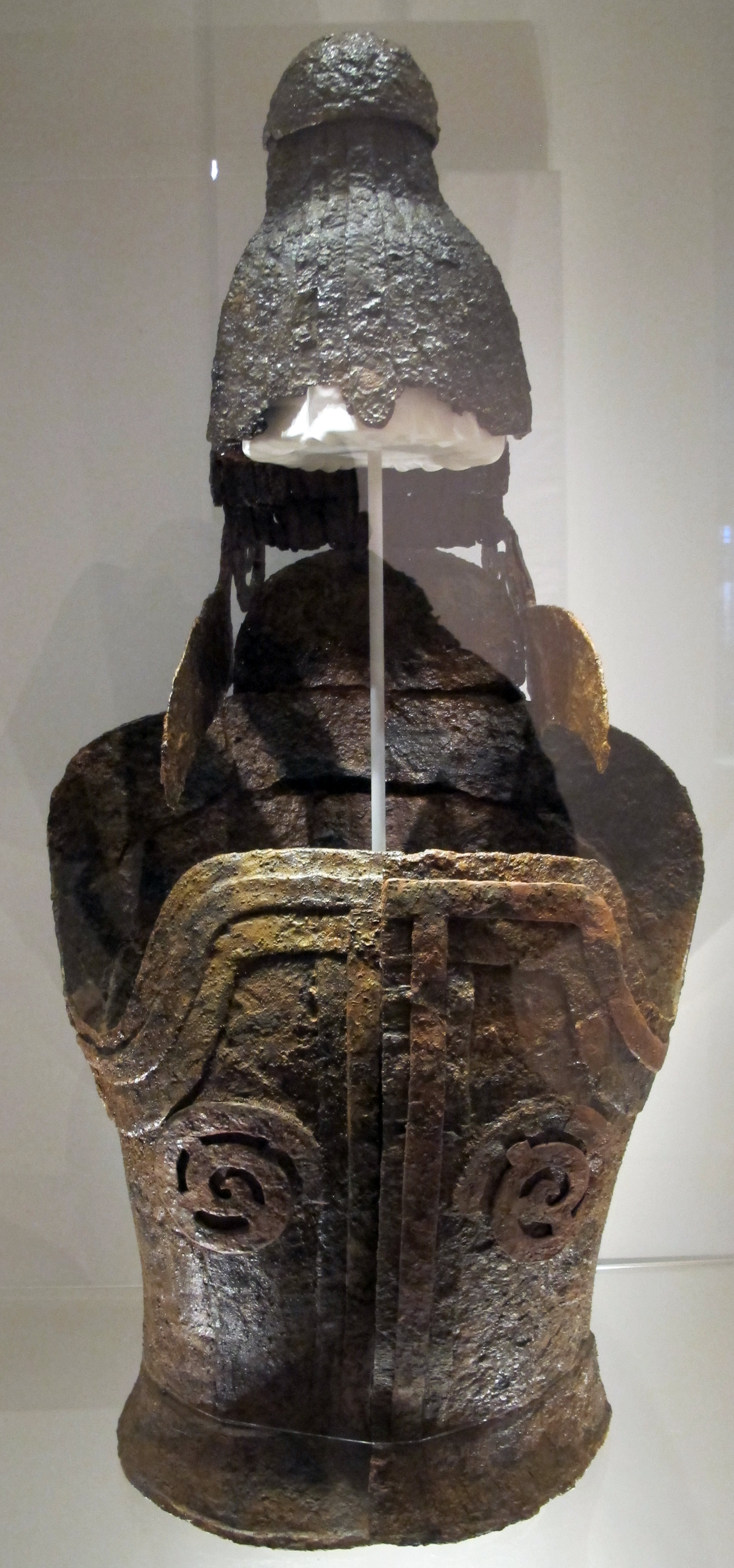
가야 갑옷
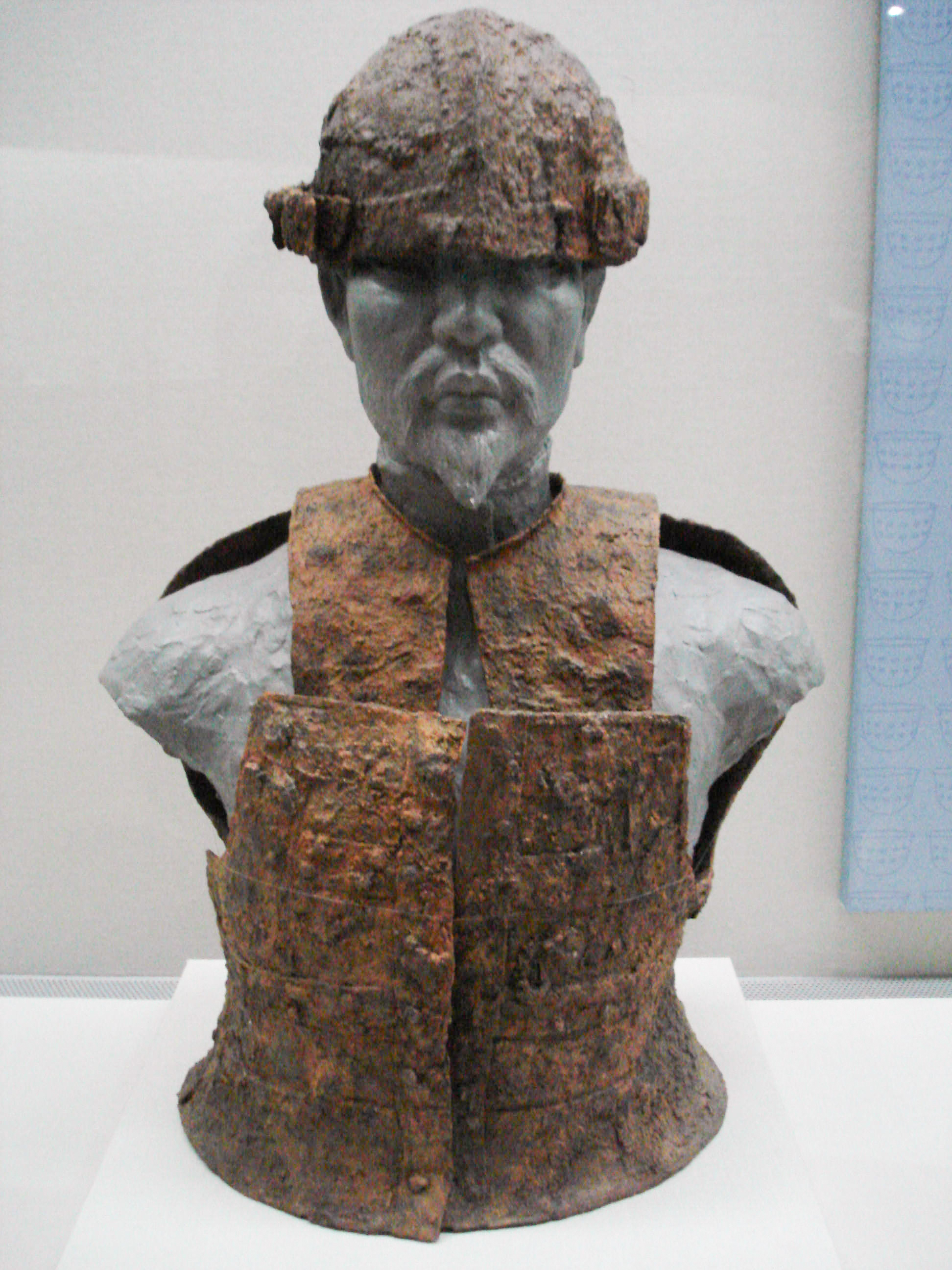
가야 갑옷과 투구 (5세기)
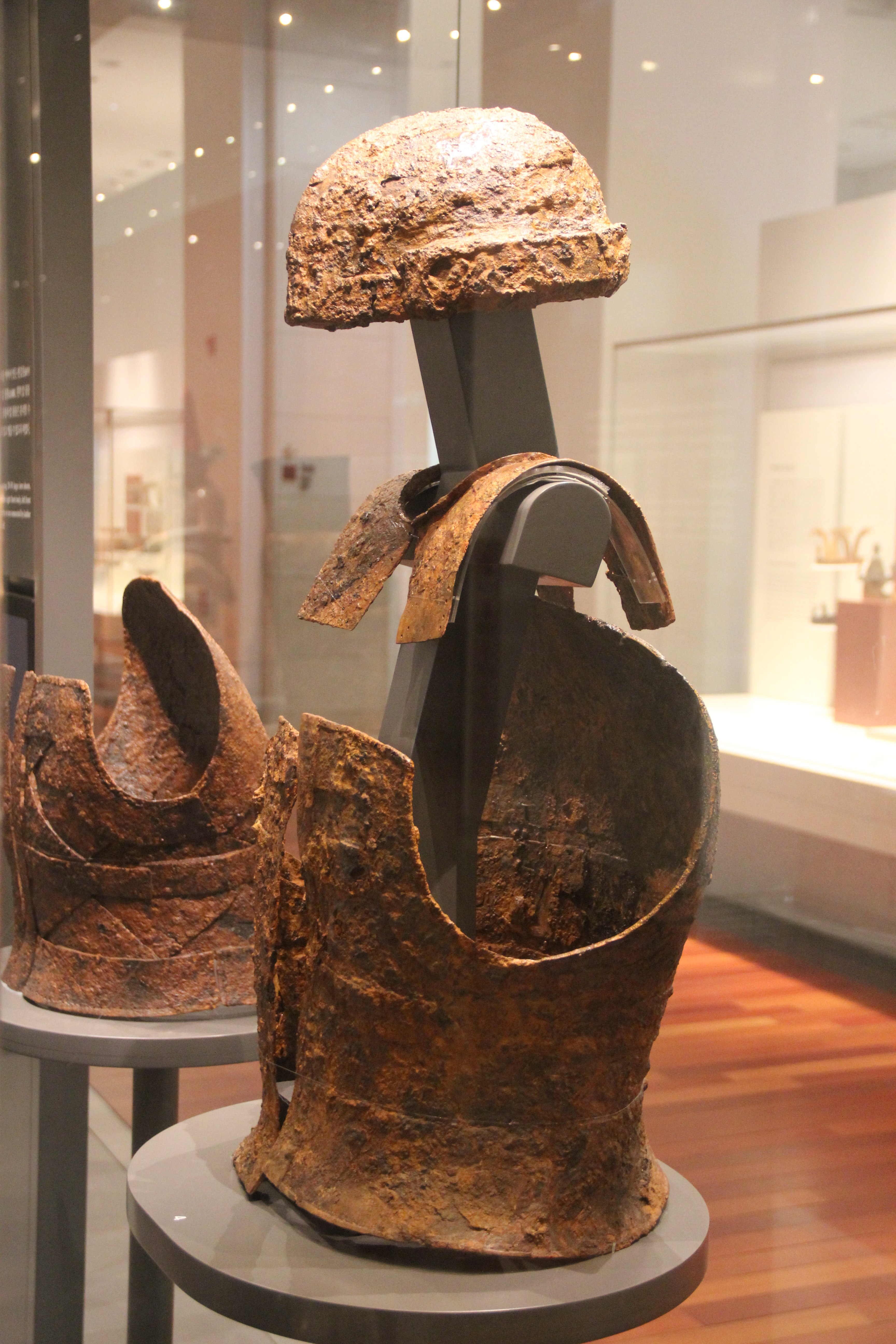
가야 갑옷
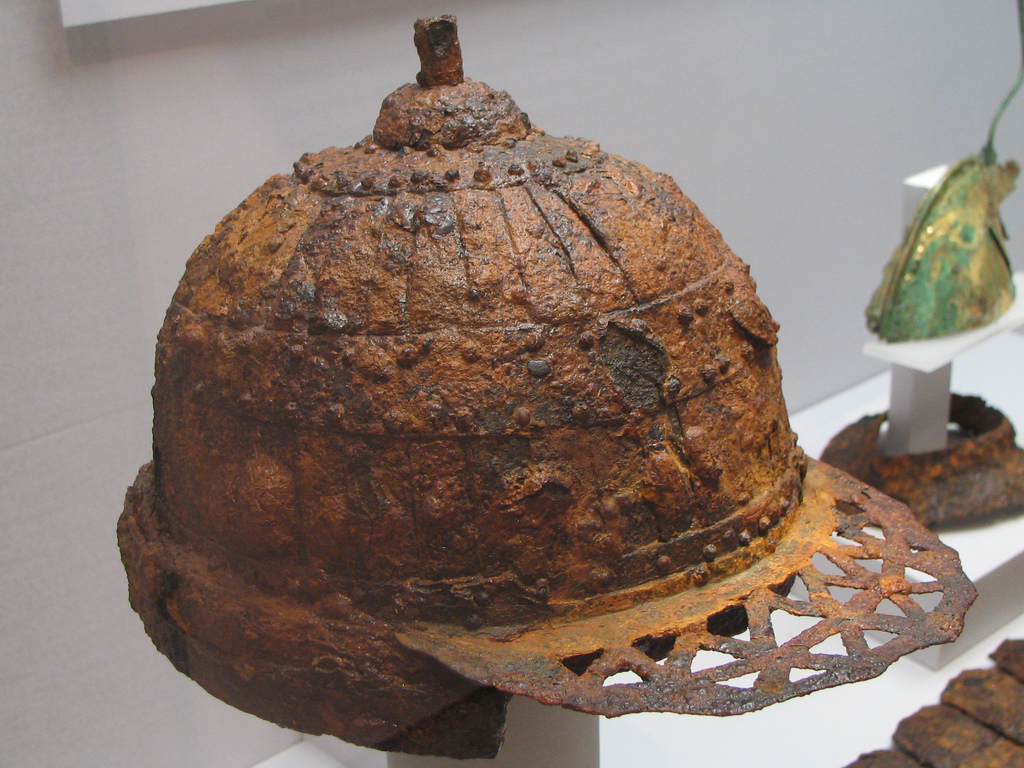
가야 투구

## 고려 왕조 갑주
두루마기는 앞이 트인 로브 또는 겉옷과 유사하며, 외부에 점 형태로 접착, 직조 또는 못 박힌 갑찰이 있는 독특한 형태의 두정갑이었다. 송나라 사신 서긍(徐兢)이 쓴 "고려도경(高麗圖經)"에 따르면, 고려 병사들의 갑옷은 "상하가 연결된 두루마기 [逢掖]와 유사하다"고 묘사되었다. 따라서 고려 시대부터 조선 후기까지 두루마기 형태 [袍形]의 갑옷은 고려의 독특한 갑옷 양식으로 계속되었다. 경보병은 일반 두루마기를 입었지만, 가죽, 종이 또는 철로 만든 갑찰 또는 겹치는 판을 흔히 가지고 있었다. 갑옷을 구성하는 갑찰의 재료는 수은갑(水銀甲, 수은 갑옷), 유엽갑(柳葉甲, 버드나무 잎 갑옷), 피갑(皮甲, 가죽 갑옷), 지갑(紙甲, 종이 갑옷) 등으로 다르지만, 모두 갑찰에 구멍을 뚫고 사슴 가죽으로 엮는 공통적인 특징을 가지고 있다. 따라서 원문에서는 이들을 단일 문자 '갑'으로 묘사한다. 그들은 앞이 트인 두루마기 형태의 갑옷을 선호했는데, 이러한 유형의 갑옷이 활을 쏘기에 가장 편안하기 때문이다. 전통 활쏘기(국궁)에서는 궁수들이 활을 효과적으로 쏘기 위해 "가슴을 벌리는" 기술로 가슴을 완전히 여는데, 앞이 막혀 있으면 방해를 받는다. 결과적으로 조선 시대 대부분의 갑옷은 두루마기 형태였다. 갑옷 오른쪽의 사각형 조각은 겨드랑이를 보호하며 호액(護腋)이라고 불리고, 상단의 긴 끈은 목을 보호하며 호항(護項)이라고 불린다. 갑찰의 재료를 살펴보면, 수은갑은 철제 갑찰에 수은 도금을 하여 광택을 내는 것이고, 유엽갑은 철제 갑찰을 검은색으로 칠한 것이며, 피갑은 생돼지 가죽으로 갑찰을 만든 것이고, 지갑은 종이를 겹겹이 쌓아 올린 후 검은색으로 칠한 것이다.
몽골 제국의 지배를 받던 시기(당시 후기 고려)에 한국 군사력에 여러 변화가 나타나기 시작했다는 주장이 제기되었다. 두 차례의 몽골의 일본 침략(1274년과 1281년) 당시 한국/몽골 전사를 묘사한 일본의 그림은 침략군이 주로 몽골인, 한국 해병 보병, 퉁구스 동맹군, 그리고 방패와 몽골 양식의 갑주 요소를 갖춘 중국 징집병으로 구성되었음을 보여준다. 방패는 영향으로 지속되지 않은 것으로 보이지만, 조선 시대 한국 갑옷의 예시는 종종 넓은 챙이 있는 투구와 같이 몽골 시대의 영향을 보여준다.
정지 장군은 경번갑 (경번갑/鏡幡甲)을 착용했다.

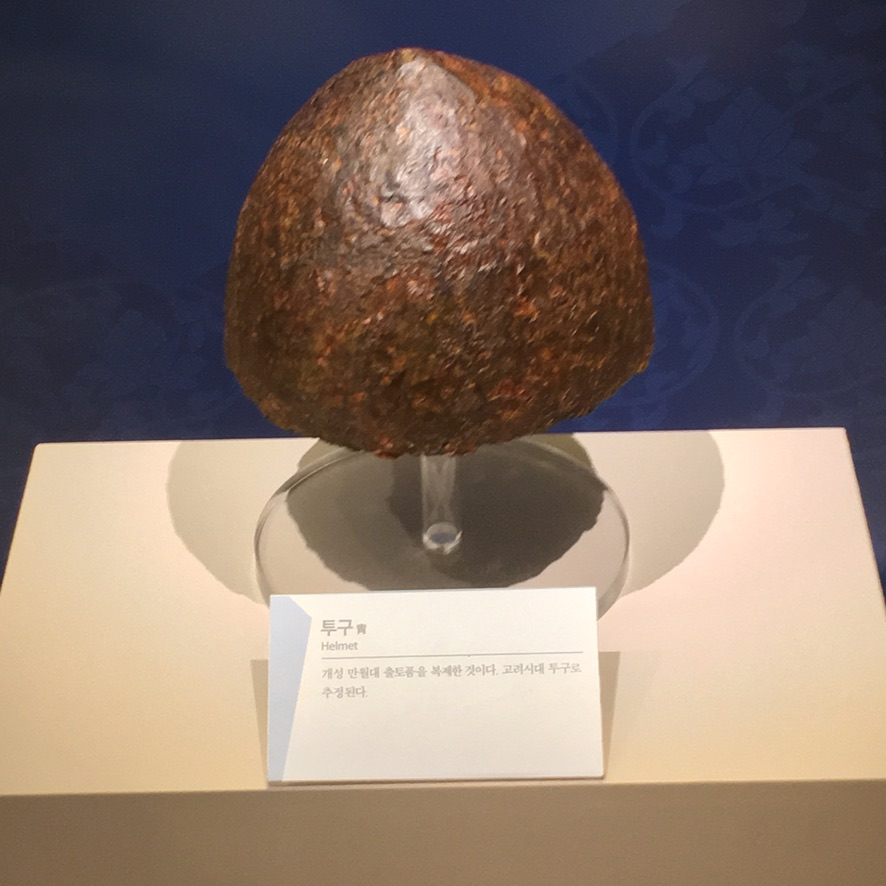
고려 시대 추정 투구.
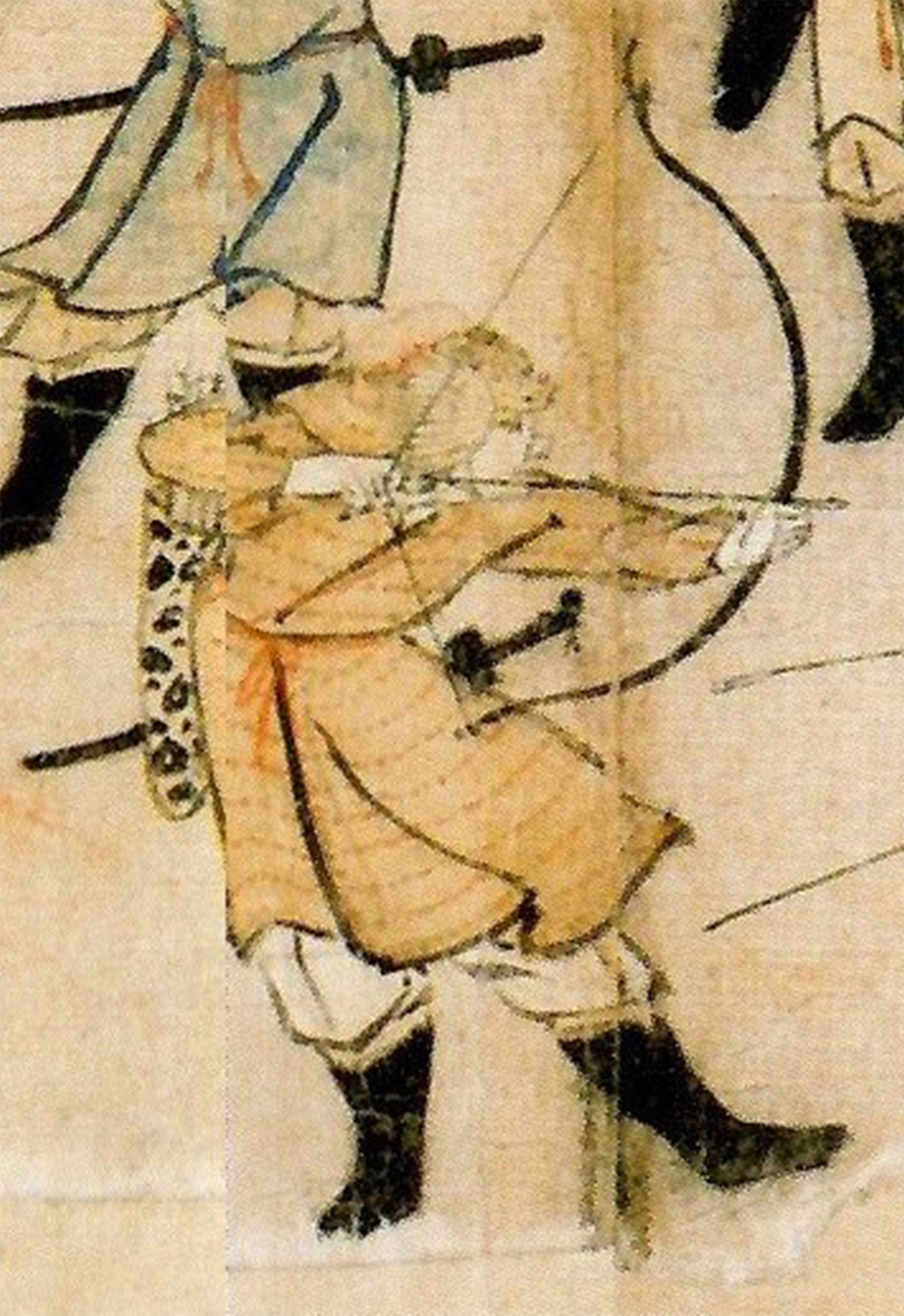
두루마기를 입은 고려 병사.
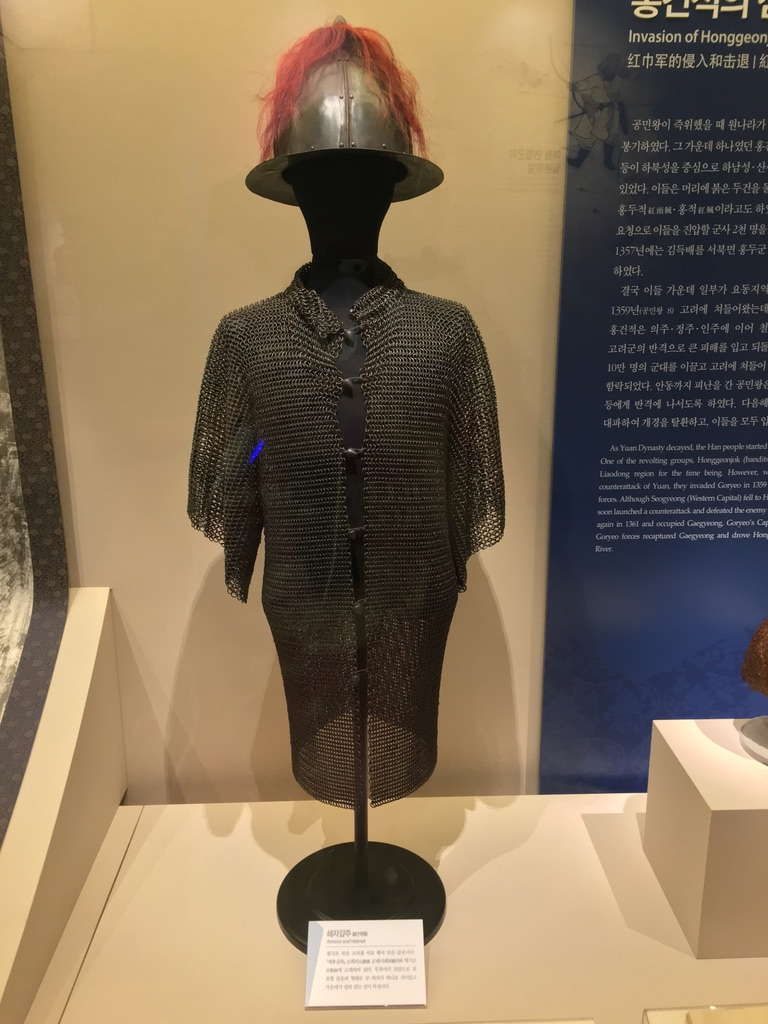
사슬갑옷과 투구.
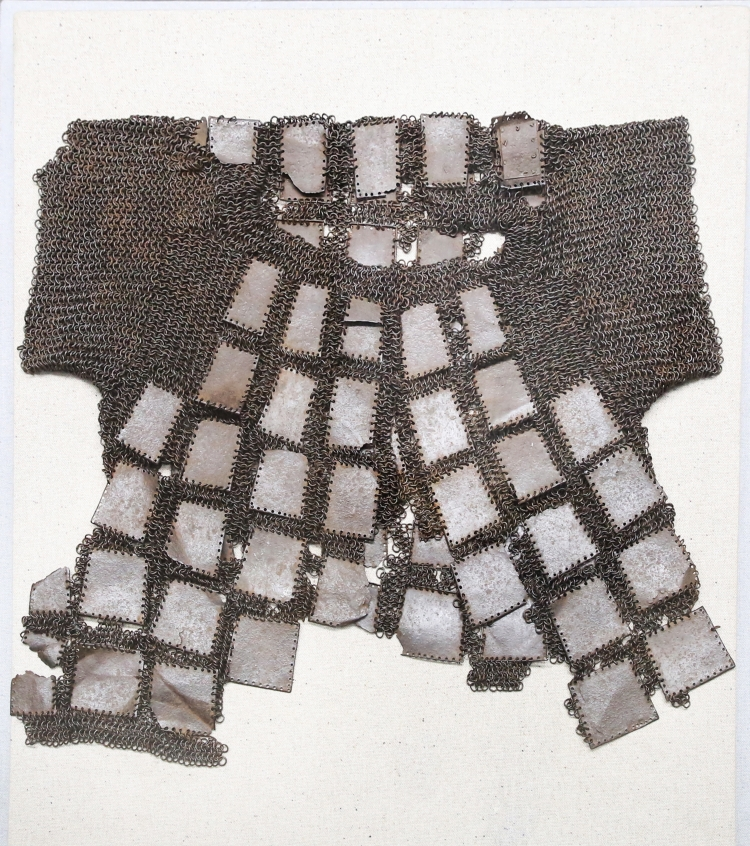
경번갑, 고려, 14세기.
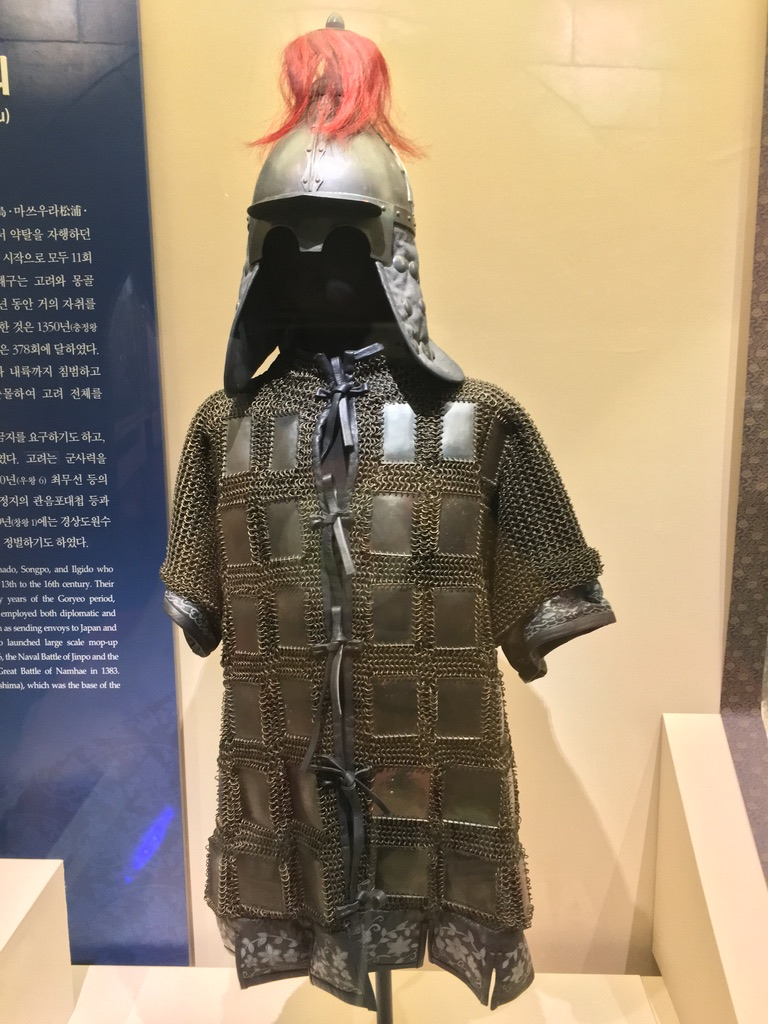
경번갑과 투구.

## 조선 시대 갑주
조선 왕조의 갑옷은 대략 두 시기로 나눌 수 있다: 초기 왕조(약 15~16세기)와 후기 왕조(약 17~19세기). 초기에서 후기 왕조 갑옷으로의 정확한 전환점은 아직 해결되지 않았지만, 임진왜란과 병자호란, 즉 조선 시대에 한국이 겪었던 유일한 두 차례의 총력전 전후로 보인다. 그러나 두 시기 내내 솜갑옷(엄심갑)은 일반 병사들 사이에서 인기가 많았는데, 조선은 농민 징집병에게 자신의 장비를 제공하도록 요구했고, 이 갑옷은 저렴한 가격으로 신체 보호를 제공했기 때문이다. 가죽 갑옷 세트는 피갑주라고 불린다. 금속 갑옷은 주로 수도에 주둔한 부대에서 볼 수 있었는데, 이들은 조선 육군의 주요 공격력을 형성했다.
이 시기의 대부분의 한국 갑옷은 금속(보통 철)으로 된 비늘이나 갑찰을 갑옷 외부에 부착하여 사용했다. 이르면 1457년부터 비용 및 운송 문제로 인해, 대부분의 병사에게 지급되는 갑옷의 금속 부품을 경화 가죽으로 대체하려는 시도가 시작되었다. 경화 가죽 갑찰을 사용하는 갑옷은 철제 갑찰/갑찰보다 따뜻하고 가벼우며 유연했지만, 전투에서 덜 효과적인 보호를 제공했다.
초기 왕조에는 조선군과 조선 수군이 후기 고려 시대의 사슬갑옷과 판금갑을 착용했다. 반면, 전통적인 한국 갑옷 형태인 찰갑도 13~14세기 동안 몽골로부터 받은 일부 영향을 받으며 지속되었다. 완전한 금속 갑옷 세트는 유럽의 케틀 햇과 매우 흡사한 투구에 사슬이나 갑찰로 된 목 보호대가 부착되어 있었고, 허벅지나 무릎까지 내려오는 몸통 갑옷, 그리고 상박을 보호하는 한 쌍의 어깨 보호대로 구성되었다.
1592년부터 1598년까지의 임진왜란 시점에는 일부 한국 군용 갑옷 부품이 철에서 경화 가죽으로 바뀌었지만, 현존하는 예시와 당대 문헌은 갑옷을 입은 한국군 병사들이 여전히 철제 갑찰 등을 사용했으며, 그러한 갑옷이 전투에서 대부분의 일본 무기(화기에는 그다지 효과적이지 않음)에 효과적이었음을 보여준다.
시간이 지남에 따라 한국의 비늘 갑옷은 형태가 변했다. 처음에는 비늘이 갑옷 외부에 있었고 따라서 가죽과 직물 바탕에 부착되었지만, 조선 후기에 이르러 비늘(이때는 주로 경화 가죽)은 갑옷 내부에 리벳으로 고정되어 일종의 두정갑이 되었다. 두정갑이라고 불린 이 갑옷은 한국 갑옷의 주요 형태가 되었고 착용 시 무릎 아래까지 내려오는 경우가 많았으며, 투구는 원뿔형을 띠었다. 장교, 상급/정예 병사, 기병은 여전히 갑옷에 금속 판/갑찰을 사용했지만(기병의 경우 갑사라고 불렀고, 비기병의 경우 팽배수라고 불렀다), 농민/하급 병사들은 경화 가죽 판/갑찰이 있는 갑옷을 입었다.
19세기 중반에는 면제배갑이라는 방탄 갑옷을 개발하려는 시도가 있었다. 이것은 직물과 면 시트를 꿰매어 두꺼운 조끼로 만들어 프랑스와 미국과 같은 서구 열강이 배치한 소총의 압도적인 화력에 대응하기 위한 것이었다. 이 시도는 현재의 방탄 조끼 생산 방식과 부분적으로 일치하지만, 효과적임이 입증된 것 같지는 않다.

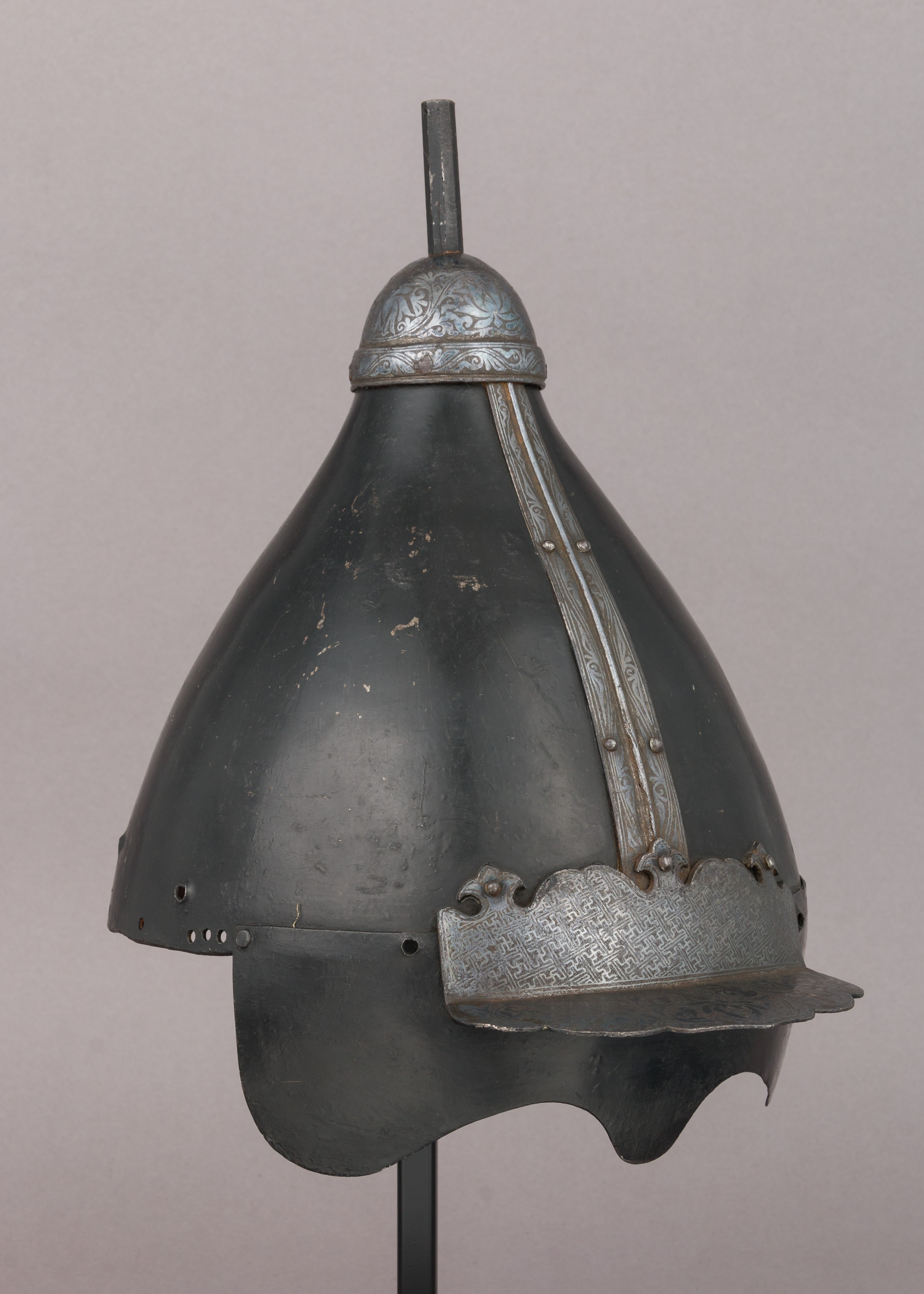
투구, 조선, 17-18세기.
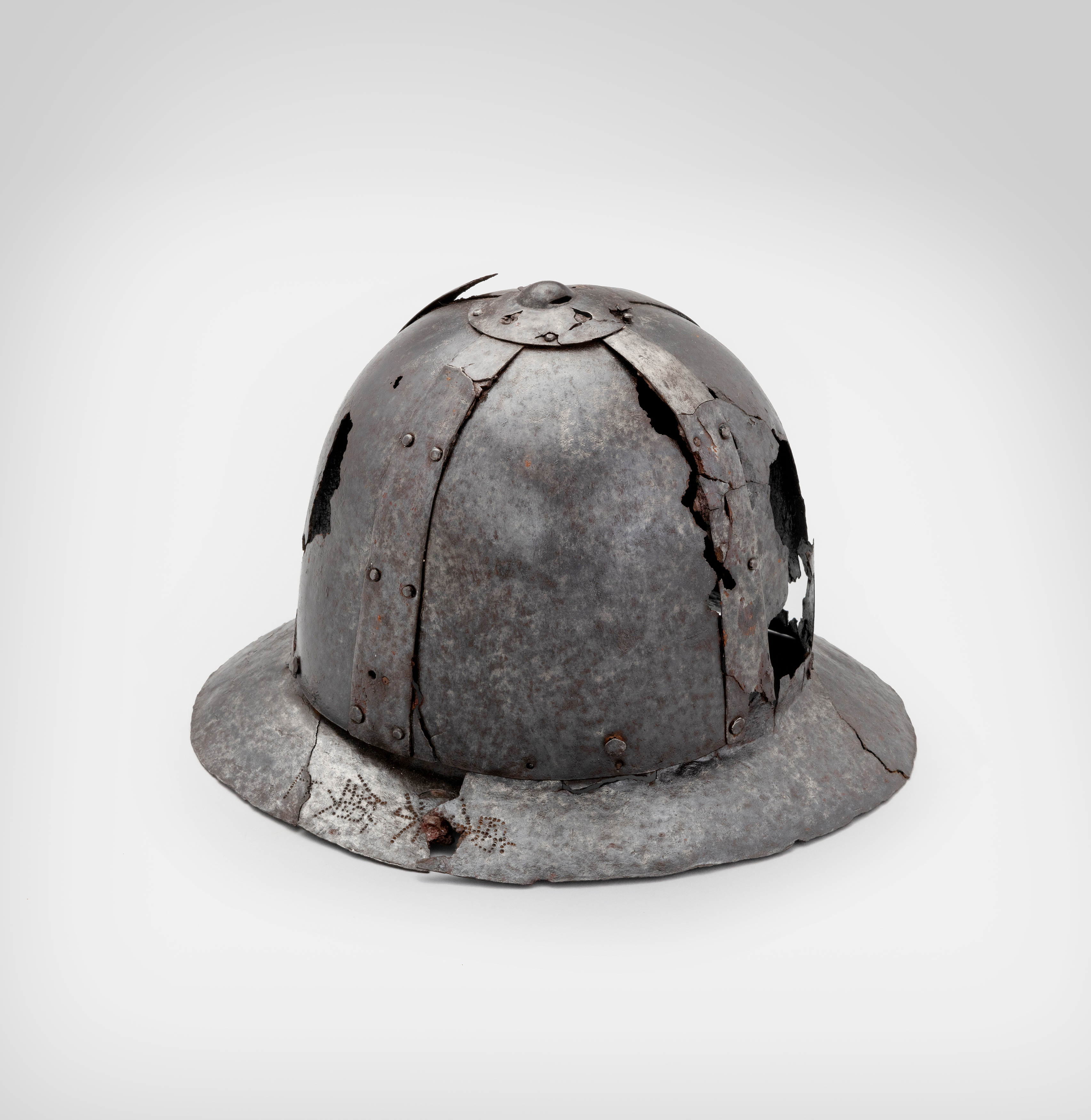
임진왜란 철 투구(첨주형 투구)
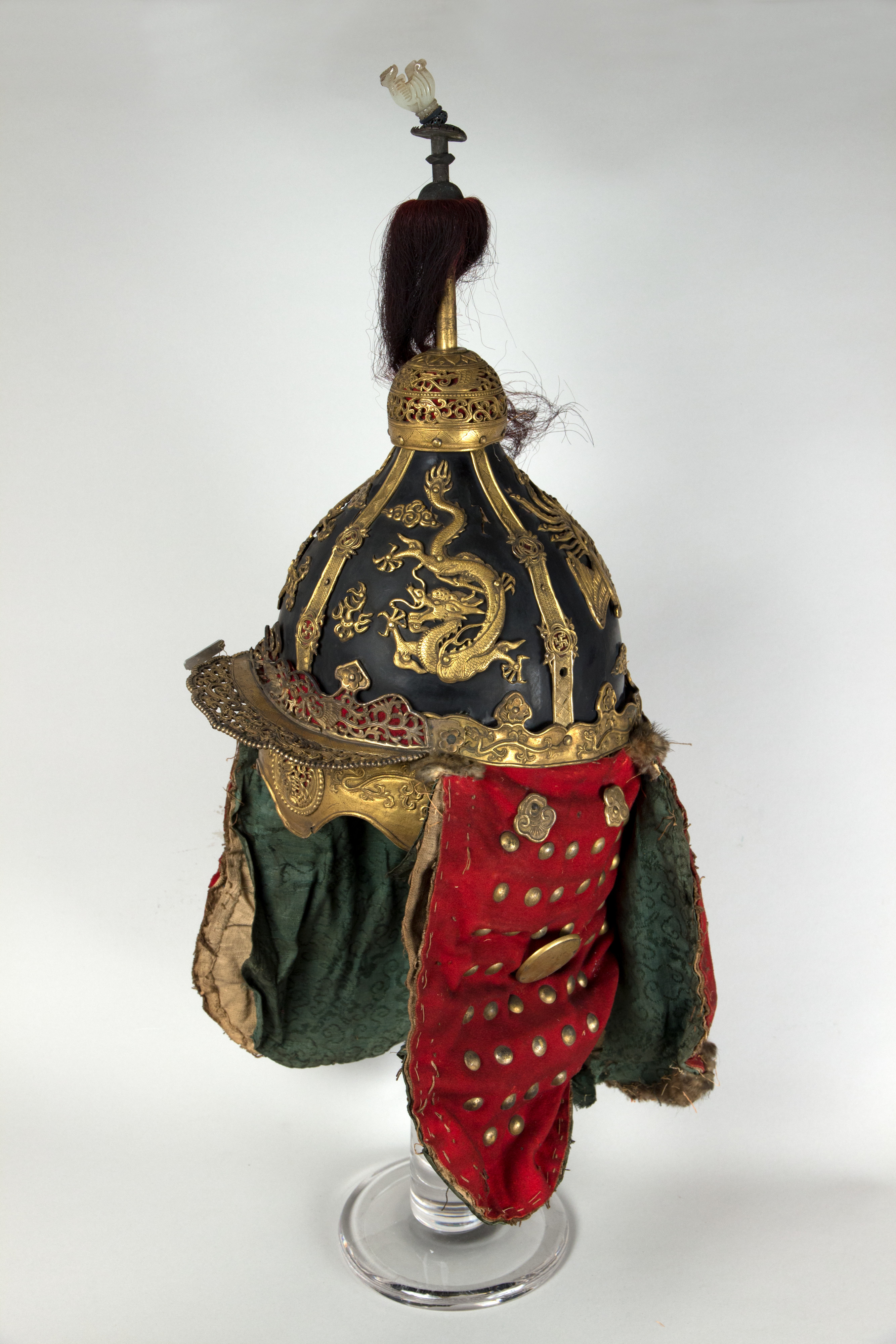
투구, 조선(두정투구)
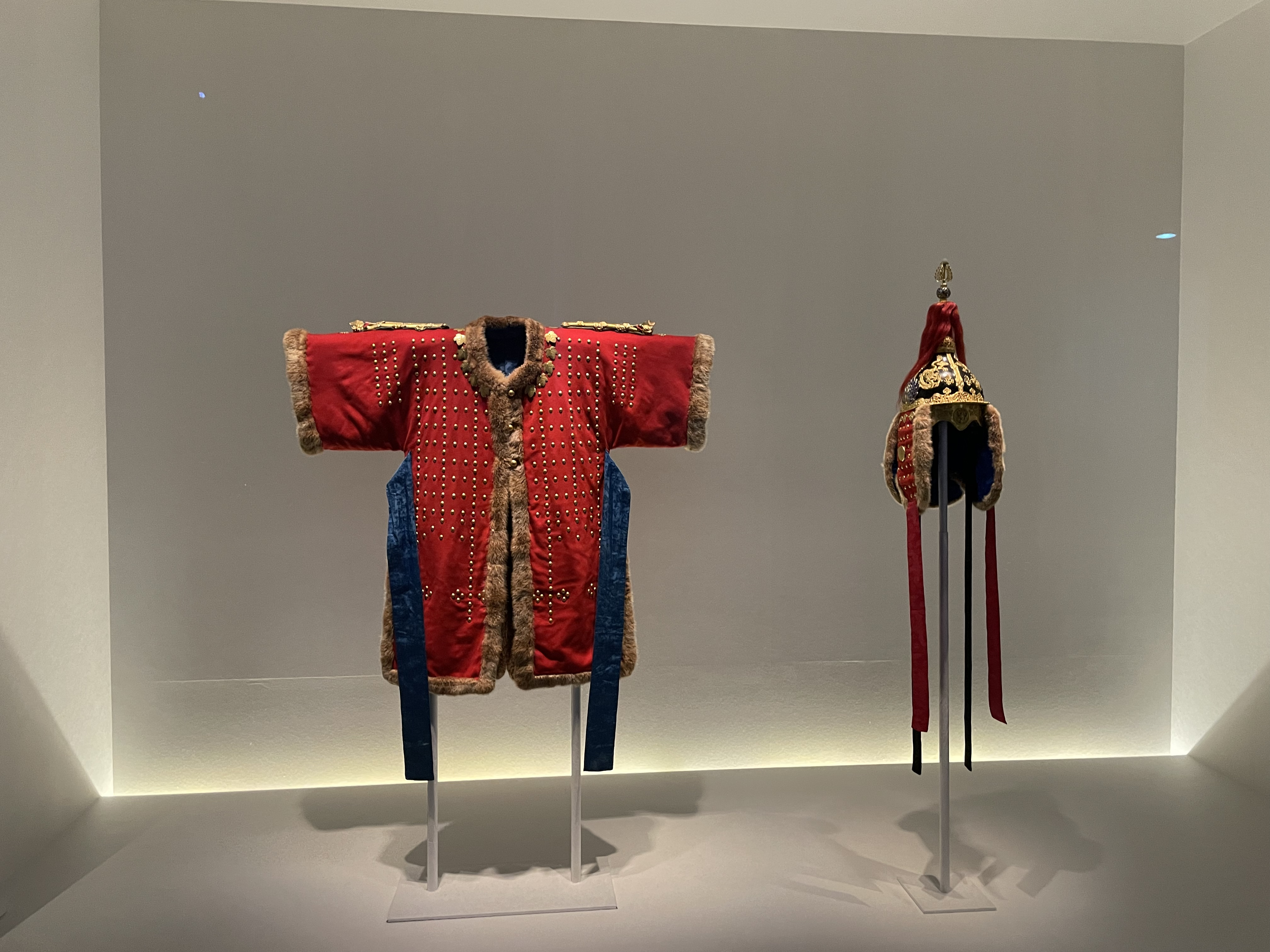
두정갑, 두정갑
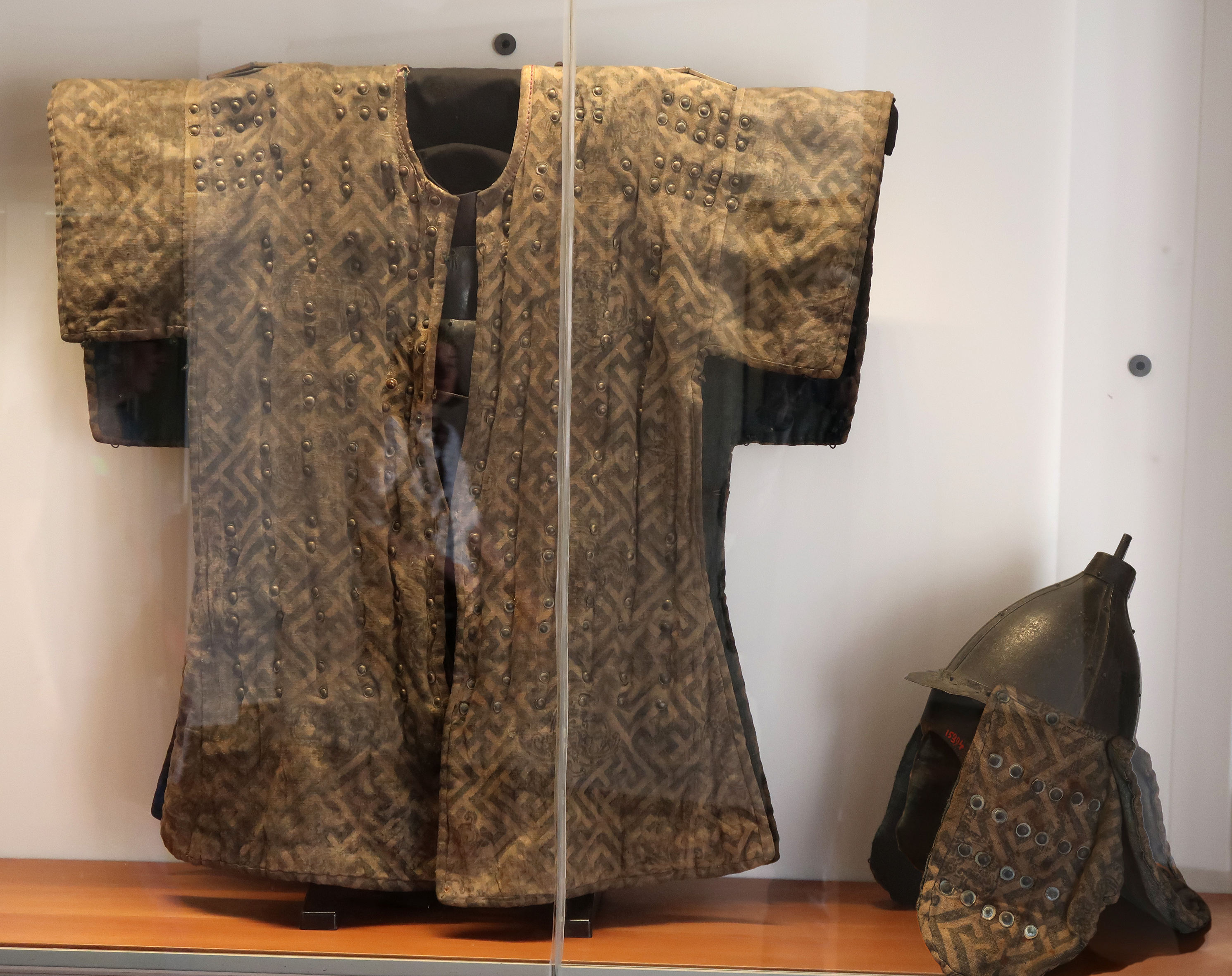
두정갑 갑옷, 조선(두정갑)
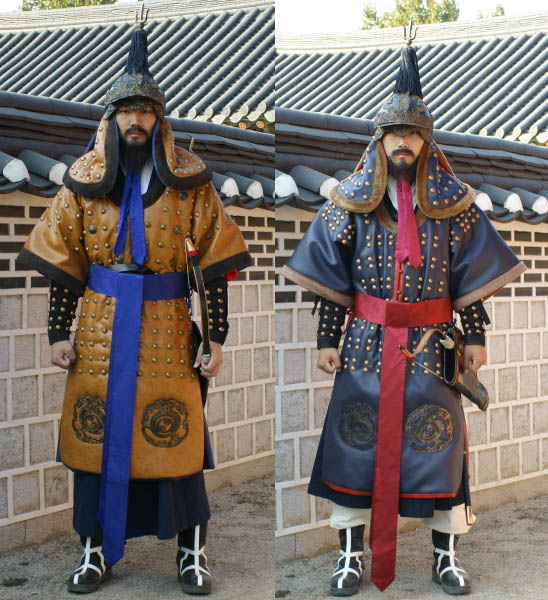
현대 재연 배우들이 착용한 완전한 두정갑 세트. 일반적으로 빨간색으로 표시되지만, 직물은 다양한 색상으로 만들어진다.
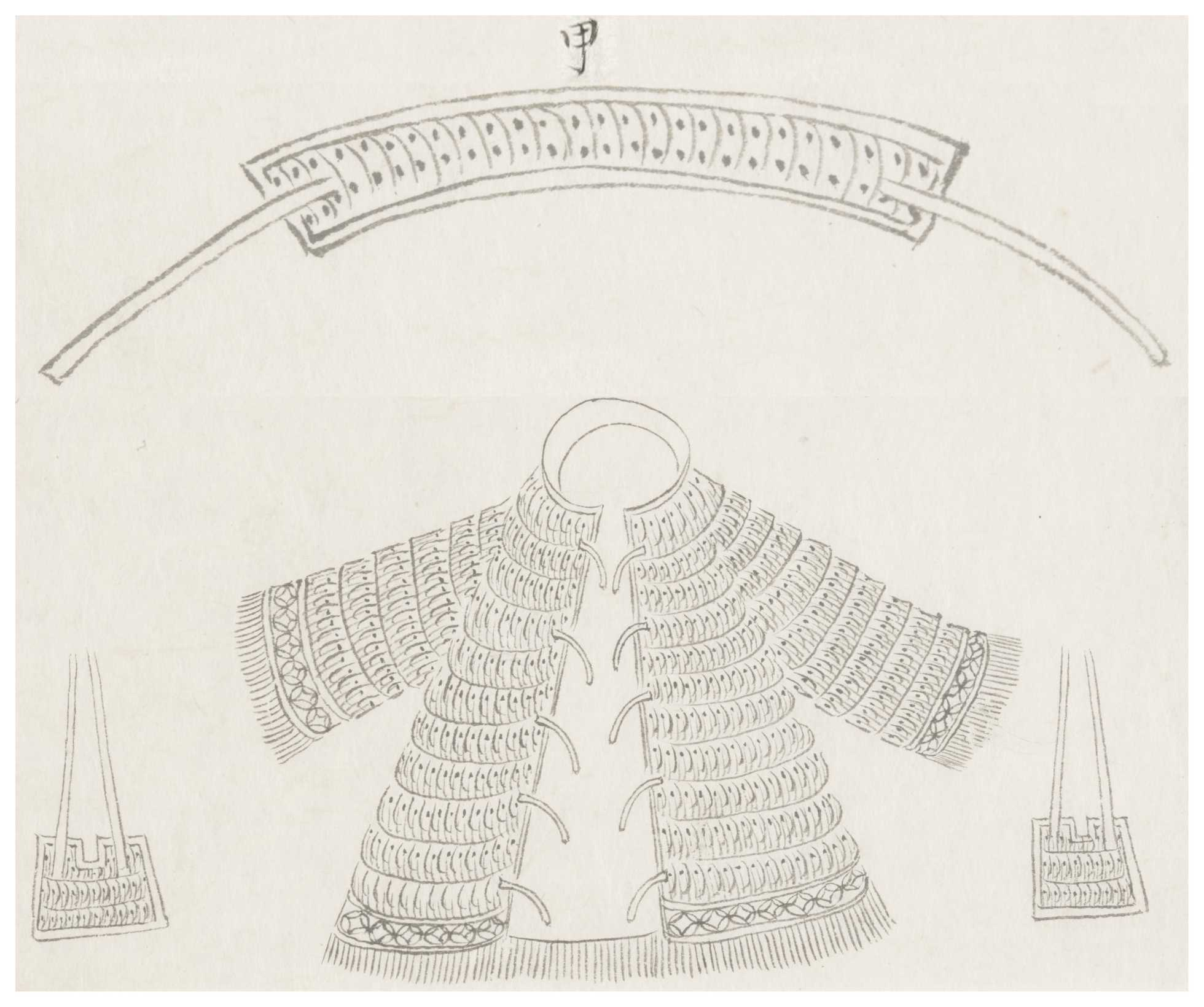
조선의 찰갑(유엽갑)
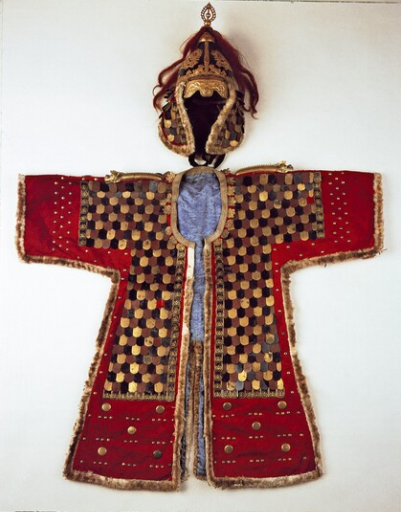
어린갑 세트, 두석린갑
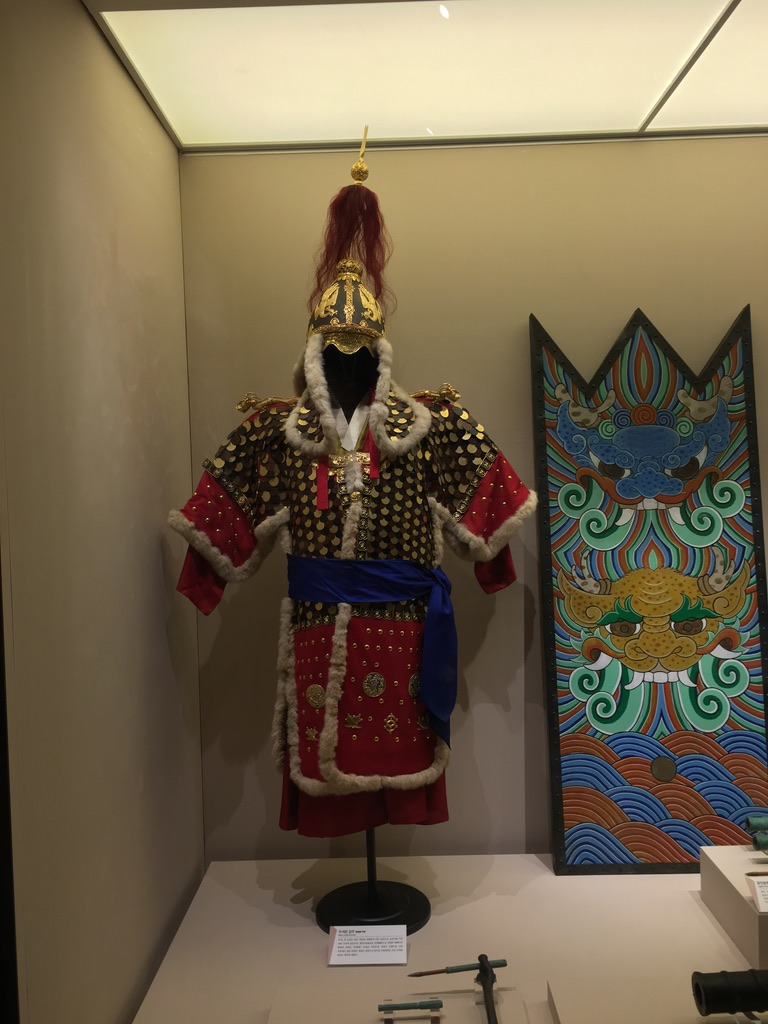
두석린갑
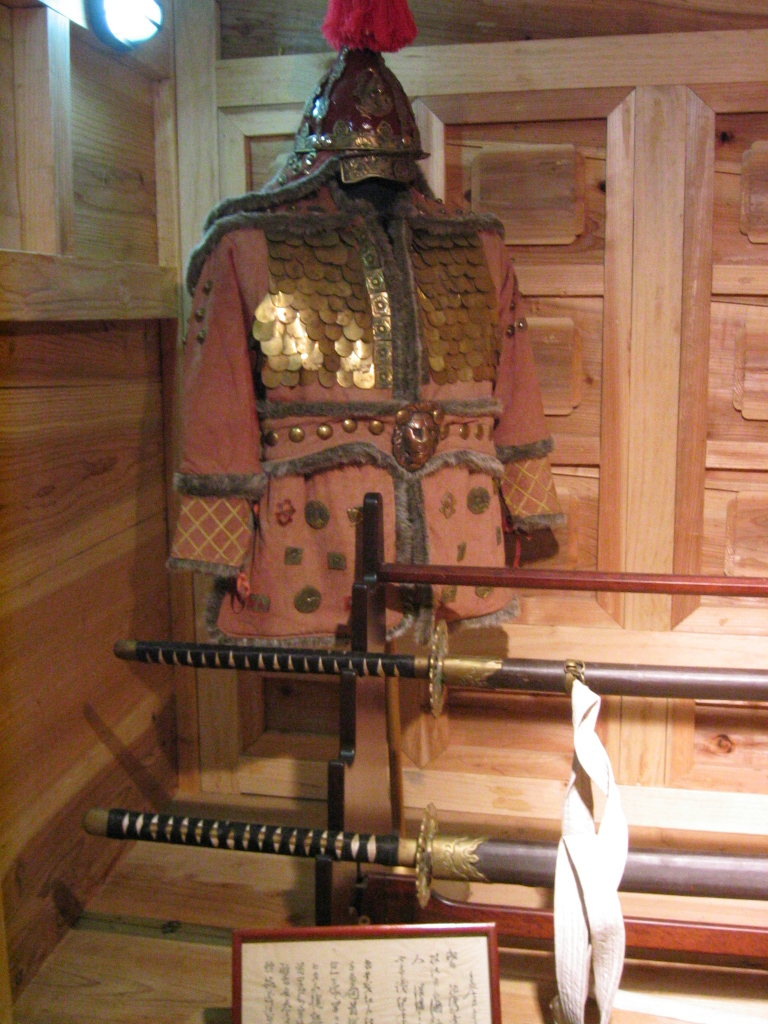
당항포 해전 기념관에 전시된 갑옷.
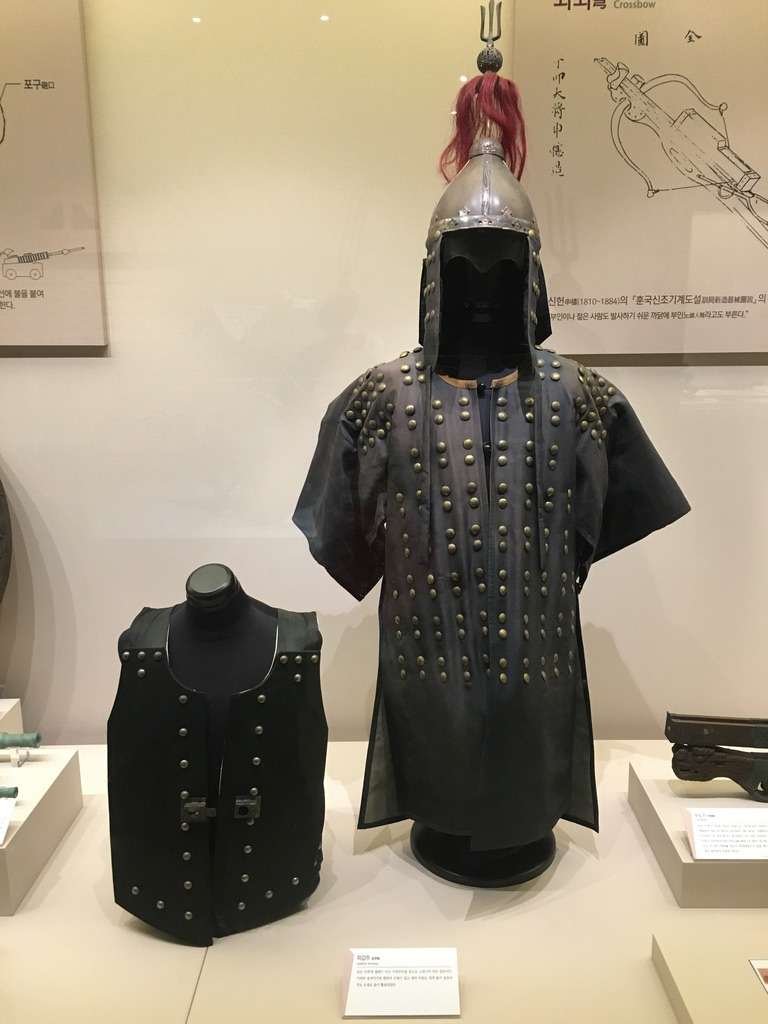
농민 징집병이 착용한 갑옷 세트
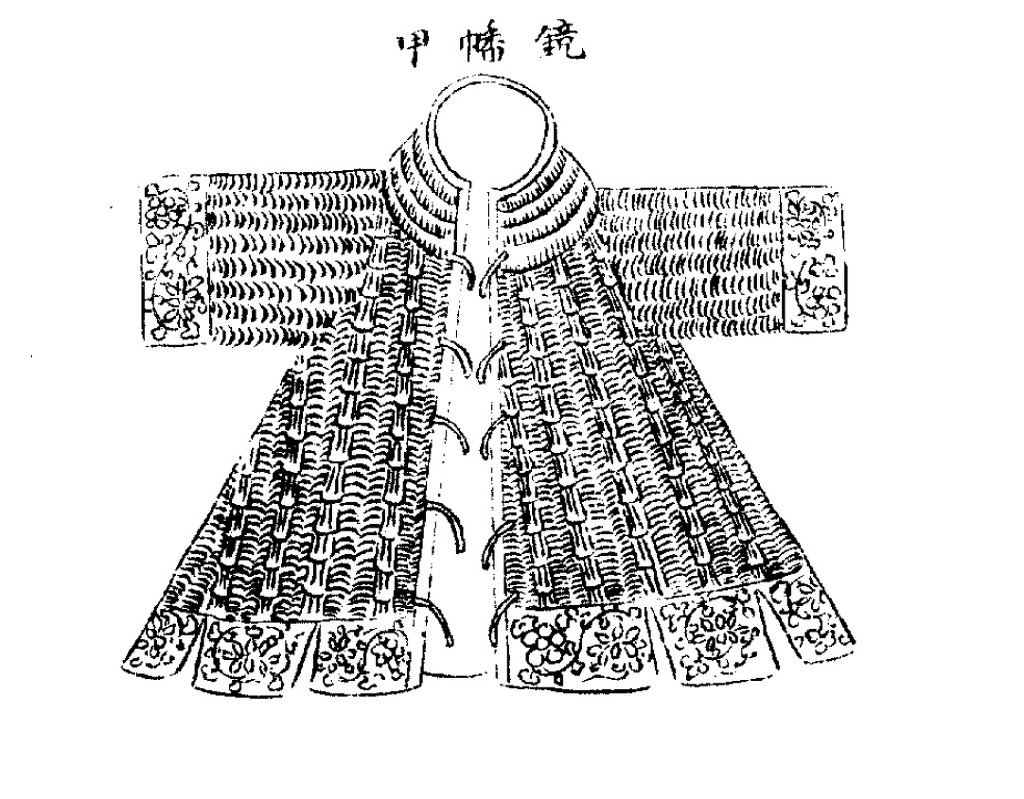
14세기 경번갑
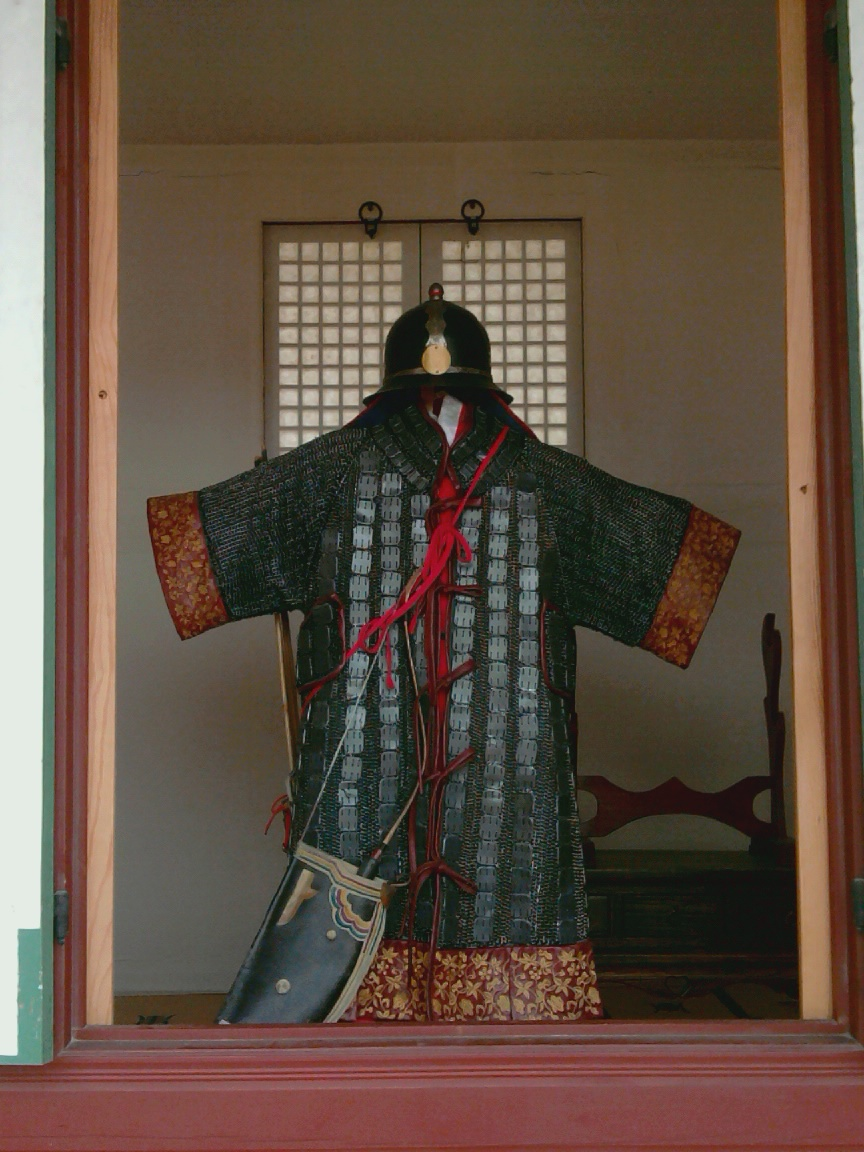
경번갑과 철 투구

## 같이 보기
- 한국의 도검
- 한국의 도검
- 한국 무술
- 판금갑 - 경번갑(경번갑/鏡幡甲)과 유사한 갑옷